# NGC 20
NGC 20(또는 NGC 6)은 안드로메다자리 방향에 위치하는 렌즈형 은하이다.